# Ewiger Bund Gottes

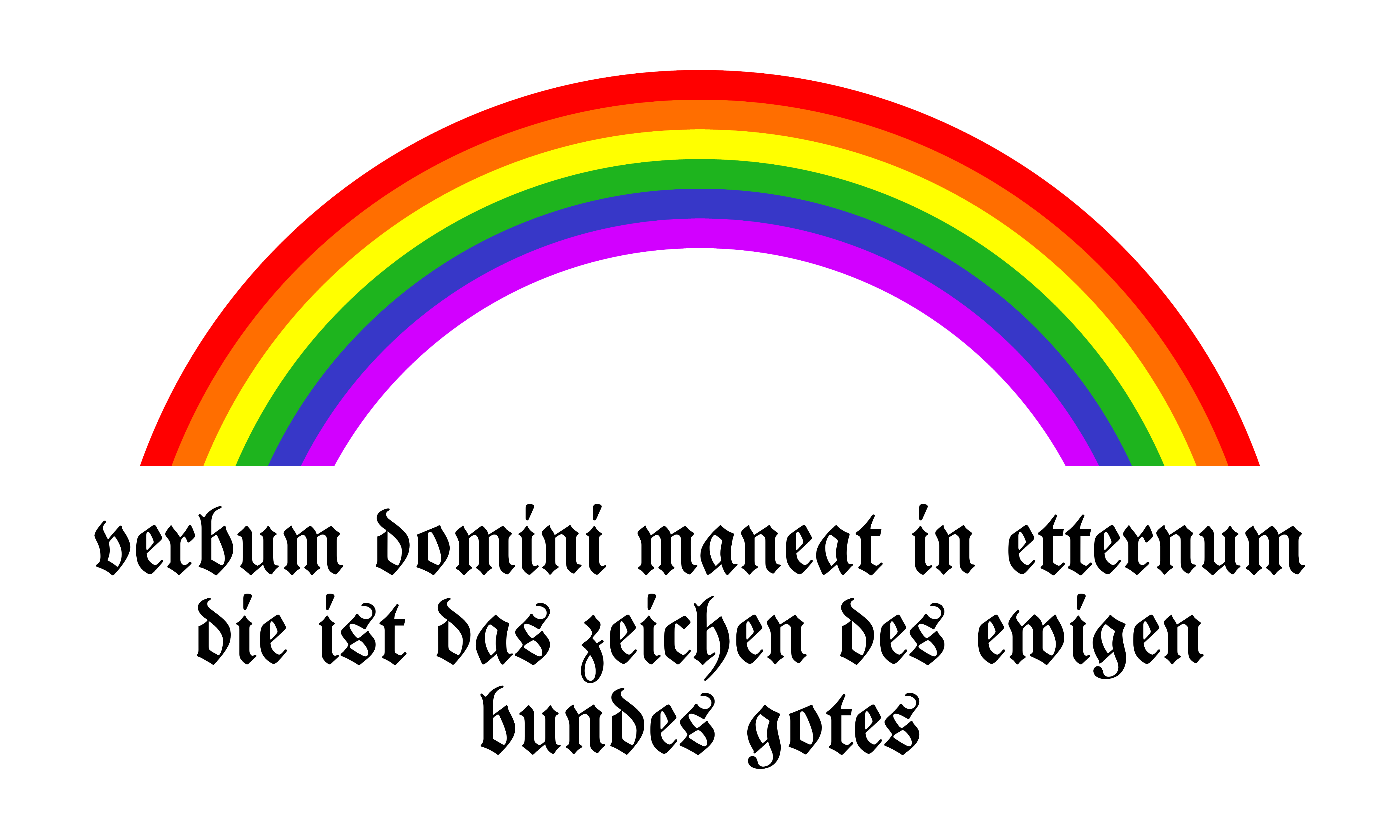
Regenbogen-Flagge der Aufständischen im Deutschen Bauernkrieg.

Der Ewige Bund Gottes war eine während der Zeit der Reformation in Deutschland im Spätherbst 1524 entstandene paramilitärisch ausgerichtete Organisation, die sich aus aufständischer armer Bevölkerung sowie Handwerkern und ihren radikal-reformatorischen Führern in der Reichsstadt Mühlhausen zusammensetzte.

## Ursache und Entstehung
Mühlhausen war um 1524 mit ca. 7500 Einwohnern eine der größten und bedeutendsten Städte in Mitteldeutschland. Neben Nordhausen war sie hier die einzige Reichsstadt. Aufgrund der Verschlechterung der europäischen Absatzmärkte in der frühen Neuzeit und Veränderungen von bisher bestehenden Handelswegen zu Ungunsten der Schicht der ortsansässigen Handwerker bei gleichbleibend hoher Zins- und Abgabenlast spitzten sich die sozialen Unterschiede und Spannungen – auch bei der besitzlosen Bevölkerung – immer weiter zu.
Der vor Ort als Führer der Stadtarmut agierende abtrünnige Zisterziensermönch Heinrich Pfeiffer betrieb bereits Jahre vor der Ankunft Thomas Müntzers in Mühlhausen Opposition gegen die Klöster und den Deutschen Orden und verursachte bereits 1523 Unruhen, die zu einer Neubesetzung der Rates der Stadt Mühlhausen führten.

## Ankunft Müntzers in Mühlhausen
Nachdem Thomas Müntzer seine Stelle als Pfarrer in Allstedt vermutlich vor dem Hintergrund der Kritik Martin Luthers an seinen Ideen verlor und von dort fliehen musste, gelangte er im August 1524 nach Mühlhausen. Hier nahm Müntzer Kontakt zu Pfeiffer und der aufbegehrenden Volksschicht auf, die sich überwiegend aus armen und besitzlosen Menschen sowie aus Handwerkern der stoff-, leder- und pelzverarbeitenden Berufsgruppen zusammensetzte.

## Formierung des Ewigen Bundes Gottes
Pfeiffer wurde nun ein Anhänger Müntzers und es formierte sich Ende September 1524 unter der Führung Müntzers der bewaffnete „Ewige Bund Gottes“, der bald eine Stärke von etwa zweihundert Mann erreichte. Müntzer und Pfeiffer erhielten durch ihre Predigten zahlreichen Zulauf, ihr Ziel war die Einsetzung eines Stadtrates, der nun einzig am Wort Gottes orientiert sein sollte. Dazu verfassten er und Pfeiffer die nur auf der Bibel basierenden elf Artikel von Mühlhausen, die noch vor den zwölf Memminger Artikeln und den verbreiteten Flugschriften der Schwarzwälder, Allgäuer und der fränkischen Bauern erschienen.
Beide konnten sich mit ihren Ideen nach vorangegangenen Tumulten jedoch nicht gegen den Rat der Stadt durchsetzen und wurden – auch zum Entsetzen Müntzers – durch Bauern der umliegenden Ortschaften angegangen. Sie mussten im September oder Oktober 1524 Mühlhausen verlassen und flüchteten nach Nürnberg.
Ende Februar 1525 kehrte Müntzer nach Mühlhausen zurück. Hier hatte sich die Situation nun geändert, da der ebenfalls zurückgekehrte Heinrich Pfeiffer ab Dezember 1524 Bilderstürmerei betrieb, die Schließung der Klöster und die Einziehung des Kirchengutes vorangetrieben hatte. Müntzer wurde zum Pfarrer der dortigen Marienkirche gewählt.
Mitte März 1525 wurde der bisherige Stadtrat Mühlhausens abgesetzt und nun der „Ewige Rat“ gewählt und eingesetzt, der mit Müntzer und seinen Anhängern dann später in den Deutschen Bauernkrieg zog.